# Korwety projektu 20380
Korwety projektu 20380 – korwety rakietowe Marynarki Wojennej Rosji z początku XXI wieku, określane też od pierwszego okrętu jako typ Stierieguszczij.

## Historia
Marynarka Wojenna Rosji przejęła większość okrętów po marynarce ZSRR, w tym liczne okręty wielkości korwet, służące do wyspecjalizowanych zadań przeciwpodwodnych lub uderzeniowych i klasyfikowane jako dozorowce (ros. SKR), małe okręty przeciwpodwodne lub małe okręty rakietowe. Na przełomie XX i XXI wieku okręty te były już przestarzałe. Problemy finansowe Rosji nie pozwoliły jej przez dłuższy czas na budowę nowych okrętów, a mający być prototypem nowych dozorowców projektu 12441 „Nowik” nie został ukończony. Prace studyjne nad nowymi wielozadaniowymi korwetami XXI wieku podjął pod koniec lat 90. Centralny Instytut Naukowo-Badawczy (CNII) z Petersburga. W kwietniu 1999 roku dowódca rosyjskiej floty zatwierdził wymagania na wielozadaniowy okręt o ograniczonej wyporności, przewidziany do działań w bliskiej strefie morskiej. W marcu 2000 roku Ministerstwo Obrony ogłosiło przetarg na zaprojektowanie takiego okrętu, wygrany przez Centralne Morskie Biuro Konstrukcyjne „Ałmaz” z Petersburga, które przedstawiło osiem wersji projektu o wyporności od 1700 do 2500 ton.
Projekt wstępny opracowano do grudnia 2000 roku, a w lutym 2001 roku minister obrony podpisał umowę na wykonanie projektu technicznego. W grudniu 2001 roku dowódca floty zaakceptował projekt o numerze 20380. Już wcześniej rozpisano przetarg na budowę prototypowego okrętu i w listopadzie podpisano umowę ze Stocznią Północną (Siewiernaja wierf) w Petersburgu.

## Okręty
| Nazwa okrętu                                   | Stocznia (nr budowy) | Położenie stępki  | Wodowanie            | Wejście do służby    |
| ---------------------------------------------- | -------------------- | ----------------- | -------------------- | -------------------- |
| Stierieguszczij                                | SW (1001)            | 1 grudnia 2001    | 16 maja 2006         | 14 listopada 2007    |
| Soobrazitielnyj                                | SW (1002)            | 20 maja 2003      | 31 marca 2010        | 14 października 2011 |
| Bojkij                                         | SW (1003)            | 29 lutego 2012    | 2 września 2015      | 27 grudnia 2017      |
| Sowierszennyj                                  | ASZ (2101)           | 30 czerwca 2006   | 22 maja 2015         | 20 lipca 2017        |
| Stojkij                                        | SW (1004)            | 10 listopada 2006 | 30 maja 2012         | 18 lipca 2014        |
| Gromkij                                        | ASZ (2102)           | 20 kwietnia 2012  | 28 lipca 2017        | 19 grudnia 2018      |
| Mierkurij                                      | SW (1007)            | 20 lutego 2015    | 12 marca 2020        | 15 maja 2023         |
| Strogij                                        | SW (1008)            | 20 lutego 2015    | 2020?                | ?                    |
| Gieroj Rossijskoj Fiedieracyi Ałdar Cydenżapow | ASZ (2103)           | 22 lipca 2015     | 21 października 2019 | grudzień 2020        |
| Riezkij                                        | ASZ (2104)           | 1 lipca 2016      | 2020?                | ?                    |